# Phyllarachne levicula
Phyllarachne levicula är en spindelart som beskrevs av Alfred Frank Millidge och Anthony Russell-Smith 1992. Phyllarachne levicula ingår i släktet Phyllarachne och familjen täckvävarspindlar. Inga underarter finns listade i Catalogue of Life.